# 82-й Нью-Йоркский пехотный полк
82-й Нью-Йоркский добровольческий пехотный полк (англ. 82th New York Volunteer Infantry Regiment), известный до декабря 1861 года как 2-й Нью-Йоркский пехотный полк ополчения — один из пехотных полков армии Союза во время Гражданской войны в США. Полк был сформирован в мае 1861 года, участвовал в первом сражении при Булл-Ран и всех сражениях на востоке до июня 1864 года.

## Формирование
Полк был сформирован в Нью-Йорке как 2-й полк ополчения (2d Regiment Militia) под командованием полковника Томпкинса. Между 20 мая и 17 июня полк был принят на службу в армию США сроком на 3 года. Рота D была гаубичной ротой и обычно служила отдельно, пока не была превращена в 3-ю батарею лёгкой артиллерии. В сентябре 1861 её заменила пехотная рота. Полк был набран в основном в Нью-Йорке. 7 декабря 1861 года полк сменил нумерацию и стал 82-м Нью-Йоркским полком.

## Боевой путь
18 мая полк отбыл в Вашингтон и 28 мая был включён в дивизию Тайлера, в бригаду Шенка. 16 июля началось наступление федеральной армии на Манассас и 21 июля полк участвовал в первом сражении при Булл-Ран, где было потеряно убитыми 17 человек, ранеными 14, и пропавшими без вести — 4 офицера и 24 рядовых.
В октябре полк был включён в бригаду Гормана (дивизию Стоуна), а 21 октября участвовал в сражении при Бэллс-Блафф.
7 декабря «2-й нью-йоркский» полк был переименован в 82-й Нью-Йоркский пехотный полк.
23 февраля 1862 года полк был направлен в Харперс-Ферри, а в начале мая переведён в Винчестер в распоряжение генерала Шилдса и включён в 1-ю бригаду (бригаду Гормана) 2-й дивизии II корпуса Потомакской армии. В конце марта полк был переведён в Вашингтон и оттуда отправлен по воде в форт Монро на Вирджинском полуострове. В апреле 1862 года он участвовал в осаде Йорктауна. После сдачи Йорктауна II корпус начал наступление на Ричмонд, и 31 мая полк участвовал в сражении при Севен-Пайнс, где потерял 9 человек убитыми, 5 человек смертельно ранеными и 57 человек ранеными. Полком в этом бою командовал подполковник Генри Хадсон. Он принял командование 26 мая после отставки полковника Томпсона. Капитан роты Е, Джеймс Хьюстон занял место подполковника, и был официально утверждён в этой должности 18 июля.
В конце июня полк участвовал в сражениях Семидневной битвы, сражаясь при Гейнс-Милл, Гарнеттс-Фарм, Саваж-Стейшен, при Глендейле и при Малверн-Хилл. В этих боях полк потерял 6 человек убитыми, 8 человек ранеными и 42 человека пропавшими без вести.
Во второй половине августа полк был переведён в форт Монро, и оттуда отправлен по морю в северную Вирджинию, в Сентервилл. В это время Вирджинская армия генерала Джона Поупа была разбита во втором сражении при Булл-Ран, и командование не стало вводить II корпус в бой, предпочитая сохранить его для обороны Вашингтона. Когда Северовирджинская армия 4 сентября перешла Потомак генерал Макклелан отправил армию на перехват. 5 сентября Генри Хадсон получил звание полковника, а с 6 сентября 82-й Нью-Йоркский участвовал в наступлении на Фредерик. Он не был задействован в сражении в Южных горах 14 сентября, но участвовал в наступлении II корпуса во время сражения при Энтитеме 17 сентября.
В этом сражении бригада Гормана наступала в первой линии дивизии Джона Седжвика. Седжвик удачно начал наступление, но его дивизия попала под удар бригады Джубала Эрли с фланга и отступила. 82-й Нью-Йоркский потерял 31 человека убитыми и смертельно ранеными, 82 человек ранеными и 15 пропавшими без вести.
Осенью в корпусе сменился состав командования и полк оказался в бригаде Альфреда Салли, в дивизии Оливера Ховарда. В декабре он участвовал в атаке дивизии Ховарда во время сражения при Фредериксберге, где потерял 9 человек убитыми, 12 ранеными и 15 пропавшими без вести.

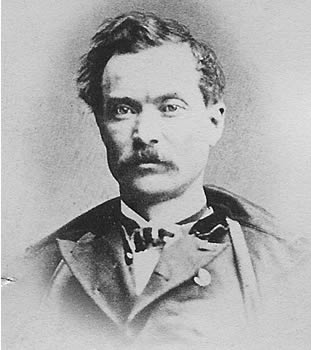
Подполковник Джеймс Хьюстон

Весной дивизию возглавил Джон Гиббон. В конце апреля началась Чанселорсвиллская компания, и именно в это время у многих рядовых начали заканчиваться сроки службы. Начались конфликты, которые привели к мятежу в бригаде Салли. Салли не смог восстановить дисциплину и был отстранён от командования. Полковник Хадсон принял командование вместо него 1 мая (сдав полк подполковнику Хьюстону), но и он не справился с ситуацией и был отстранён 3 мая. В ходе сражения при Чанселорсвилле II корпус активного участия в бою не принимал и потерь в 82-м полку не было.
К началу Геттисбергской кампании бригадой командовал бригадный генерал Уильям Харроу. 82-й полк насчитывал 394 человека под командованием подполковника Джеймса Хьюстона. Утром 2 мая полк прибыл на поле боя под Геттисберг. Днём 2 июля III корпус был выдвинут вперёд на линию Эммитсбергской дороги. Чтобы прикрыть его правый фланг Гиббон приказал Холлу выдвинуть к дороге два полка. По приказу Харроу 82-й Нью-Йоркский встал сразу справа от фермы Кодори, а 15-й Массачусетский встал правее. В тылу обеих полков Гиббон установил батарею Брауна.
Когда днём началась атака джорджианской бригады Эмброуза Райта, полк оказался в невыгодном положении; фронт двух полков был уже фронта джорджианцев, а батарее Брауна приходилось вести огонь через голову 82-го, отчего иногда картечь попадала по своим. Когда возникла угроза правому флангу и когда был убит подполковник Хьюстон, полк стал отступать. Его отход заставил отойти и соседний 15-й Массачусетский полк.